# Tiple
El tiple es un instrumento musical originario de la Región Andina de Colombia, inspirado en la vihuela de mano traída por los españoles durante el virreinato. Es un cordófono de la familia de las cuerdas pulsadas. 
Es un instrumento típico y el más emblemático de la música andina colombiana. Tiene 12 cuerdas metálicas, agrupadas en cuatro órdenes o grupos de tres cuerdas afinada de la más baja a la más aguda en el orden re4 - sol4 - si4 - mi4  (tonalidad de do mayor) o do - fa - la - re  (tonalidad de si bemol) la cuerda central se afina una octava por debajo de las dos laterales.
Las primeras menciones a instrumentos similares se remontan a textos españoles del siglo XVII y XVIII. Uno de estos fue publicado en Madrid en el año 1752 por el editor, profesor de música y compositor español Pablo Minguet e Yrol, quién menciona un método para aprender a tocar la guitarra y la vihuela, además de otros instrumentos. En las montañas de la región oriental en el departamento de Santander, Colombia, se le perfeccionó la resonancia otorgándole su autoría, allí mismo se enaltece su uso hace muchos años, a traves de varios festivales, como el del Mono Núñez,  entre otros.

## Acompañante de ritmos colombianos e instrumento solista
El tiple se considera el instrumento nacional de Colombia. Se utiliza en el acompañamiento de ritmos típicos del interior del país como el bambuco,  pasillo, torbellino, danza, rumba criolla, vals, rumba carranguera, merengue campesino, polka, fox trot, contradanza, marcha, guabina. También se usa como acompañante de la tradicional trova antioqueña (canto repentista o improvisado). El tiple ha sido reconocido como instrumento musical solista: como melódico (a la manera como se interpreta en el altiplano cundiboyacense y en el departamento de Santander, con plectro o púa, requiriéndose el acompañamiento de otros instrumentos) y como solista autónomo que hace melodía y armonía simultáneamente.
Uno de los principales intérpretes de este instrumento en Colombia dentro de la concepción melódica, fue el maestro "Pacho" Benavides.

## Criterios técnicos para la adecuación de una melodía al tiple solista
El tiple tiene un rango que se extiende desde el re4 (correspondiente en el pentagrama al primer espacio adicional debajo de la primera línea en clave de sol) hasta el si6 de la quinta línea adicional superior, en términos de sonidos naturales y convencionalmente establecidos para el instrumento.
Esta extensión se puede distribuir metodológicamente en tres secciones: registro bajo, registro medio y registro alto. El registro medio es el más conveniente para la adecuación de una melodía a la idiomática del instrumento. Es decir, la melodía debe ser dispuesta en la tonalidad en donde prevalezca mayoritariamente el registro medio.
Sin embargo, en el caso frecuente de encontrarnos con obras que presentan una parte en modo mayor y otra en el modo relativo menor, y no fuera posible enmarcar la totalidad de la melodía en el registro medio, dada su amplio registro, tendremos entonces la opción de trabajar una de sus partes en el registro bajo, es decir en la octava inferior, lo cual nos permite utilizar otros efectos de carácter tímbrico y armónico.

#### Registro bajo
Extensión comprendida entre el re4 (ubicado en el primer espacio adicional del pentagrama, debajo de la primera línea en clave de sol), y el re5 (de la octava superior, correspondiente a la cuarta línea del pentagrama).

#### Registro medio
Extensión comprendida entre el si4 (ubicado en la tercera línea del pentagrama en clave de sol) y el mi6 (de la tercera línea adicional del pentagrama).

#### Registro alto
Extensión comprendida entre el re5, ubicado en la cuarta línea del pentagrama en clave de sol, y el si6 (en la quinta línea adicional superior del pentagrama).

### La tímbrica
Por razones propias de la morfología del instrumento tiple, el sonido que se concibe es más brillante en la medida en que la obra sea susceptible de ser adaptada a una tonalidad en la cual se encuentre el mayor número de cuerdas pulsadas al aire, especialmente cuando quiera que se trate de ejecuciones en las que el rasgueo (r) o guajeo y brisa (Br) se quieran destacar, como expresiones características de la ejecución de la mano derecha en el tiple.
Si bien es cierto, que el rasgueo en sí mismo constituye una característica de orden esencial en el lenguaje del tiple, no es menos cierto que la forma como se tañe o se pulsa el instrumento en el estricto sentido de ejecutar e interpretar una melodía con o sin acompañamiento, también se hace trascendente; no solo por la ejecución en sí misma, sino también por la interpretación a la que da lugar la forma y el género de la obra que se pretende adecuar.
En ese orden de ideas, las formas generalizadas de pulsación en el tiple se pueden considerar así: el pellizcado, el cuasiapoyo y el apoyo propiamente dicho. En la primera posibilidad, es decir, el pellizcado, el sonido que se desprende de la ejecución no se hace tan prolongado, pero sí liviano y muy grácil. En el cuasiapoyo, el sonido se prolonga un poco más, comoquiera que el apoyo que se realiza se retira rápidamente de la cuerda, con el ánimo de “no privar” a la cuerda en la que descansa el apoyo de su expresión sonora, pues bien sabemos que así no la estemos pulsando, ésta emite sonido como consecuencia de recibir el movimiento sonoro de la cuerda que se esté pulsando. Y finalmente, el apoyo propiamente dicho, el cual se utiliza cuando quiera que se haya dispuesto que el fragmento musical a ejecutar, deba ser interpretado de manera ligada y con una duración prolongada y/o expresiva de cada nota.
Ahora bien, en el evento de utilizar los demás modos antiguos (modos dórico, frigio, lidio, mixolidio y locrio) es decir, los modos antiguos que no corresponden propiamente a la estructura de las escalas mayores y menores (modo jónico y eólico) u otras escalas, es conveniente tener en cuenta el mismo criterio esbozado anteriormente, cuando se esté transportando la melodía, toda vez que las melodías concebidas en el tono original de cada uno de los modos, nos ofrecen una proporción adecuada para la ejecución de melodías en cuerda suelta y así también, en cuerda pisada.
suena muy bien

### Armónicos
Los armónicos están clasificados en tres categorías: armónicos naturales, armónicos octavados y armónicos cero. A su vez, estos admiten otra subdivisión, pueden ser simples o compuestos: aquellos, los que se ejecutan sobre una sola nota, y estos, los que se ejecutan sobre dos o más notas. Para el caso que nos ocupa, resulta muy apropiado encontrar en una obra la posibilidad de utilizar los armónicos naturales, bien sean simples o complejos, dentro del discurso melódico o armónico de la misma; no obstante, si se requiere usar los armónicos octavados, se cuenta también con la posibilidad de acompañamiento del dedo pulgar, el cual en esa circunstancia puede contribuir con el discurso armónico de la obra. Por otra parte, el armónico cero constituye un recurso tímbrico interesante, consistente en armónicos sacados directamente sobre la nota pulsada sobre el diapasón.

### La transparencia
Este es un efecto que para el caso del tiple, permite utilizar la primera cuerda como acompañante, toda vez que la melodía se encuentra necesariamente en la segunda cuerda y ocasionalmente en la tercera. Esta condición se hace muy adecuada cuando se utiliza el rasgueo, por cuanto el conducir la línea melódica en la segunda y/o tercera cuerda(s) garantiza hacer prevalecer el volumen de la misma, de una parte, y de otra, si no se rasguea en ese fragmento musical, se cuenta entonces con la posibilidad de realizar un acompañamiento enriquecido con la tímbrica de la cuerda al aire y la cuerda pisada en ese registro.

### El trémolo
El trémolo es uno de los efectos que más impresión causa cuando se ejecuta con precisión y rapidez. La melodía debe ser ubicada preferiblemente en las cuerdas cuarta y tercera, lo cual no es óbice para no incluirla en un momento dado en la segunda. Ello, por lo que se hace necesario dejar a cargo de la primera o segunda cuerda el acompañamiento tremolado. Al utilizar este maravilloso efecto y teniendo en cuenta que el sonido es movimiento, el trémolo que soporta una de las cuerdas del grupo de tres, propio de los órdenes del tiple, se traduce en una riqueza no solo de orden tímbrico, sino también de volumen, el instrumento emite entonces un hermoso sonido que flamea en su versatilidad armónica.

### El rasgueo
Considerando las variables melódico rítmicas, el rasgueo es muy similar al de los demás cordófonos de la región. Suele ser característico el uso de la síncopa y el tresillo.